# Yūto Uchida
Yūto Uchida (japanisch 内田 裕斗, Uchida Yūto; * 29. April 1995 in Ibaraki, Präfektur Osaka) ist ein japanischer Fußballspieler.

## Karriere
Yūto Uchida erlernte das Fußballspielen in der Jugendmannschaft von Gamba Osaka. Hier unterschrieb er 2014 auch seinen ersten Vertrag. Der Verein aus Suita, einer Stadt in der nördlichen Präfektur Osaka, spielte in der höchsten Liga des Landes, der J1 League. In seinem ersten Jahr in Suita feierte er Ende 2014 die japanische Fußballmeisterschaft. Außerdem gewann der Club den J. League Cup und den Kaiserpokal. 2014 spielte er sechsmal in der J.League U-22 Selection. Diese Mannschaft, die in der dritten Liga, der J3 League, spielte, setzte sich aus den besten Nachwuchsspielern der höherklassigen Vereine zusammen. Das Team wurde mit Blick auf die Olympischen Sommerspiele 2016 in Rio de Janeiro gegründet. Die Auswahl der Spieler erfolgte auf wöchentlicher Basis aus einem Pool, für den jeder Verein förderungswürdige Talente benennen konnte; die Zusammensetzung der Mannschaft variierte daher sehr stark von Spiel zu Spiel. Tokushima Vortis, ein Zweitligist aus Tokushima, lieh ihn die Saison 2015 aus. Nach Ende der Ausleihe wurde er von Vortis fest verpflichtet. Von 2016 bis 2019 absolvierte er 117 Zweitligaspiele. 2020 nahm ihn der Erstligist Sagan Tosu aus Tosu unter Vertrag. Für Sagan stand er 24-mal in der ersten Liga auf dem Spielfeld. Im Januar 2022 unterschrieb er einen Vertrag beim Erstligaabsteiger Vegalta Sendai in Sendai.

## Erfolge
Gamba Osaka
- Japanischer Meister: 2014
- Japanischer Ligapokalsieger: 2014
- Japanischer Pokalsieger: 2014